# 1538 en littérature
| Années de la littérature : 1535 - 1536 - 1537 - 1538 - 1539 - 1540 - 1541    |
| Décennies de la littérature : 1500 - 1510 - 1520 - 1530 - 1540 - 1550 - 1560 |

Cet article présente les faits marquants de l'année 1538 en littérature.

## Parutions
- 11 septembre : Les Angoisses douloureuses qui procèdent d'amour, roman sentimental d'Hélisenne de Crenne, obtient le privilège d'impression[1].

- Regalium Franciae libri duo (« Les droits de la royauté française » ), du toulousain Charles de Grassaille (le roi de France est empereur dans son royaume), esy imprimé à Lyon, chez Jean Crespin[2].

- Édition des Œuvres de Clément Marot à Lyon, par Étienne Dolet[3].

## Naissances
- Jacques Grévin, homme de théâtre, poète et médecin français († 1570).